# Ernst Schneider (Oettinger-Davidoff)
Ernst Schneider est né le 13 mars 1921 à Bâle et mort dans la même ville le 13 octobre 2009 à l’âge de 88 ans. Il a créé et dirigé l'empire Davidoff des cigares et des produits de luxe pendant 50 ans. Il est marié à une fille Oettinger, une famille bâloise active dans le tabac depuis la fin du XIXe siècle. Son talent, fut de transformer le nom Davidoff en une marque prestigieuse dans le segment haut de gamme du cigare et du luxe.

## Famille
Ernst Schneider est né le 13 mars 1921 à Bâle, il est second d'une famille de quatre enfants. Il est titulaire d’un doctorat en droit.
Il commence sa carrière en 1945 à la Croix-Rouge en apportant de l'aide aux prisonniers des camps de concentration. Cette expérience marquera le jeune juriste pour le reste de sa vie.
De 1946 à 1948, il travaille au département juridique du Département Fédéral des Affaires Étrangères à Berne.
En 1948, il épouse Anne-Marie Huppuch. Elle est la fille de Georg Huppuch propriétaire Max Oettinger AG à Bâle. La société a été fondée en 1875 et il est l'un des premiers importateurs/exportateur de cigares de Cuba, du Brésil et de la Jamaïque depuis 1875.
À 27 ans, il est engagé dans l’entreprise familiale. Il est père de trois enfants et grand-père de sept petits-enfants.

## Création d'un empire

### Société Max Oettinger AG
En 1955, Ernst Schneider est nommé directeur de la fabrique de cigarettes Ed. Laurens SA à Genève. Edouard Laurens fut l’un des premiers cigarettiers à venir à Genève en 1887.
De retour à Bâle en 1961, il prend la direction de l'entreprise familiale Max Oettinger AG de son épouse. Patiemment il la développe par étapes successives grâce à des rachats stratégiques, notamment dans le commerce de détail spécialisé dans le tabac et de gros spécialisé dans le tabac et la confiserie.
En 1967, Ernst Schneider est nommé président et délégué du Conseil d'administration du groupe Oettinger.

### Rachat de Davidoff
C'est en 1970 qu’Ernst Schneider propulse véritablement la renommée de son entreprise, lorsque Zino Davidoff, qu'il connaissait à l’époque où travaillait à Genève, lui vend son célèbre magasin de tabac de Genève.

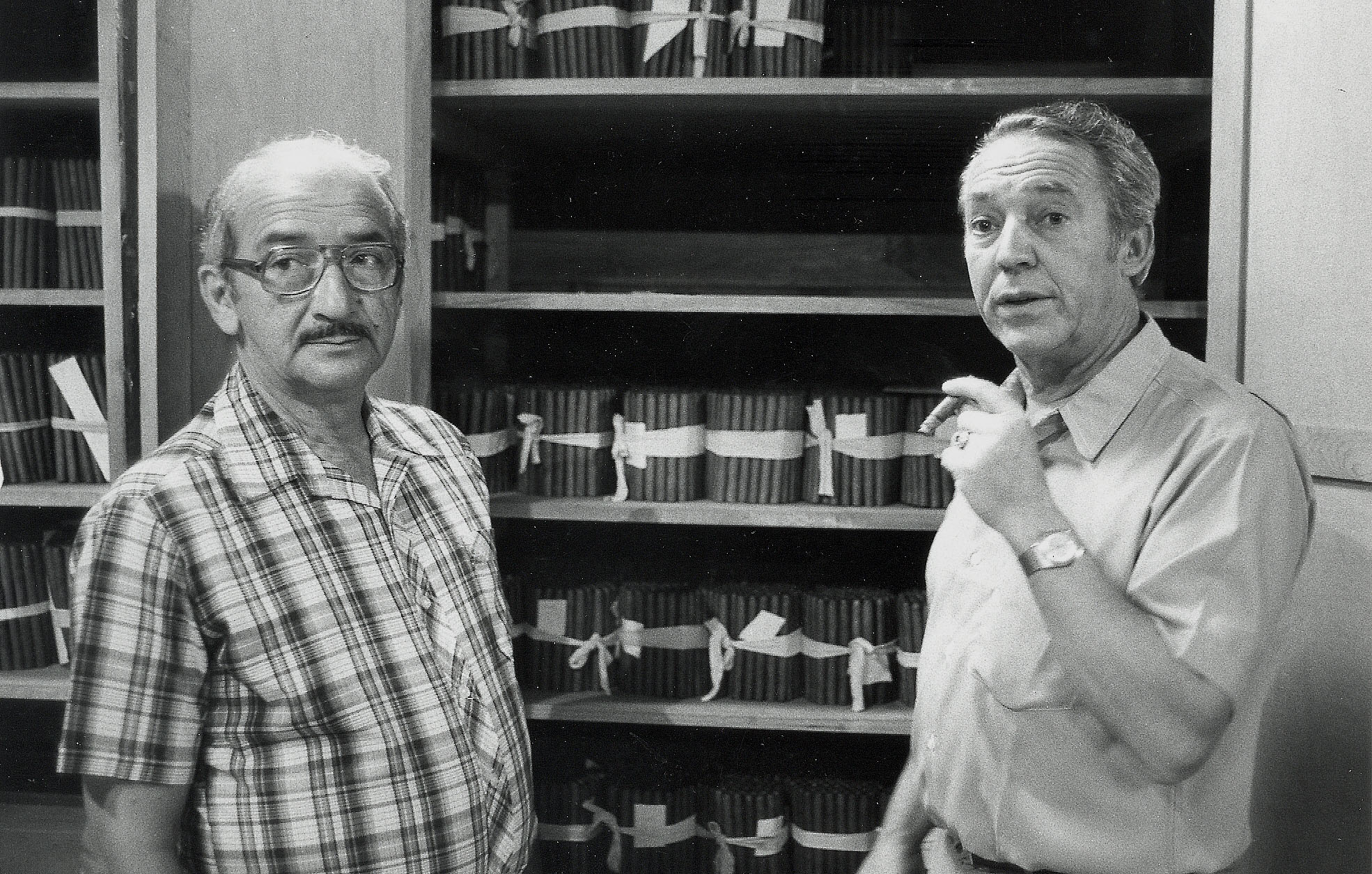
Ernest Schneider (à droite) à Cuba en 1984 en compagnie d'Avelino Lara, maître cigarier

Oettinger, la société d’Ernst Schneider, à payé 4 millions de francs suisses le magasin et la marque Davidoff. Une somme énorme à l'époque. Il raconte : « Beaucoup de gens disaient que j'étais fou de payer un tel prix pour une seule boutique, mais j'avais une idée en tête. J'ai dit que nous allions internationaliser l'activité Davidoff parce que la base était créée et que j'avais développé un concept spécial ».
"J'ai toujours utilisé trois points importants comme moyen de réussite. Le premier point est que la qualité et le prix doivent être en adéquation. Le deuxième point est que le concept doit être en adéquation et le troisième point est qu'il faut créer un système de distribution spécial. Avec tous ces éléments réunis, vous aurez une marque de luxe à succès" .

### Développement de la marque Davidoff
Au début des années 1990, à la suite de problèmes de qualité des cigares et de différends commerciaux avec le gouvernement cubain ; il prend la décision historique de quitter Cuba et d’installer ses plantations et ses ateliers en République dominicaine.

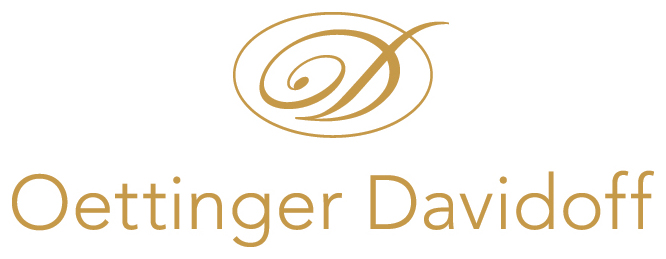

L'une des tâches les plus difficiles de Ernst Schneider a été de protéger le nom Davidoff, qui était utilisé sur tous les types de produits par d'autres entreprises. La lutte pour le nom a conduit à la création de divers autres produits Davidoff. En Espagne, il y avait des bars à vin et à glaces sous le nom de Davidoff. En Italie, des T-shirts. En Hollande, on vendait de la vodka Davidoff. À Hong Kong, il y avait des chaussures.
Le groupe Oettinger-Davidoff a réalisé en de 2,6 milliards de francs suisses et emploie plus de 2 000 personnes à travers le monde, dont environ 650 en Suisse.
Zino Davidoff est resté fidèlement attaché à son ami Ernst Schneider et ce, jusqu'à sa mort en 1994.

## Cinq cigares par jour

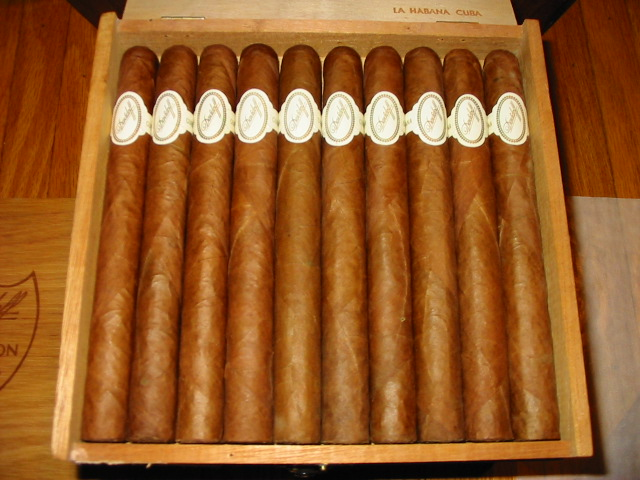

Outre sa fonction de Président du groupe Oettinger, Ernst Schneider était également membre du comité directeur de l'Organisation Suisse du Commerce (VSIG), la délégation du commerce et vice-président de la caisse fédérale de compensation de l'assurance sociale fédérale.
L'ancien joueur de handball du club omnisports RTV 1879 Bâle a déclaré au journal Times de Londres : « Je me réjouis de fumer au moins cinq cigares par jour, à partir de 7 h 30, et que je continue à jouer au tennis, à nager et à me promener dans les Alpes suisses. ».
Il est mort le 13 octobre 2009 à l'âge de 88 ans. La famille Ernst Schneider fait partie des 300 plus grandes fortunes de Suisse avec une estimation de 1 à 1,5 milliard de CHF .